# Renah Kurung
Renah Kurung is een bestuurslaag in het regentschap Kepahiang van de provincie Bengkulu, Indonesië. Renah Kurung telt 875 inwoners (volkstelling 2010).